# Pigeon rose
Nesoenas mayeri
Espèce
Synonymes
- Columba mayeri Prévost, 1843
- Streptopelia mayeri (Prévost, 1843)

Statut de conservation UICN

 VU  : Vulnérable
Le Pigeon rose (Nesoenas mayeri), parfois appelé Pigeon des mares, est une espèce d'oiseau de la famille des columbidés endémique de l'île Maurice, dans l'océan Indien, parfois classé dans les genres Columba ou Streptopelia.

## Description
L'oiseau présente un plumage rose pâle sur sa tête, son ventre et le haut de son dos. Son bec et ses pattes sont également roses. La couleur brune des ailes du mâle est foncée et celle de sa large queue rougeâtre. La femelle présente un plumage plus terne. Les yeux d'un marron sombre se détachent sur un petit espace de peau à nu de couleur rouge. Le bout du bec est orné d'une tache jaune.
Les jeunes venant tout juste d'éclore ont quelques plumes duveteuses de couleur blanche. Leurs yeux sont clos.
Un adulte mesure de 36 à 40 cm du bec à la queue et pèse entre 290 et 350 g.

## Répartition, habitat et démographie
On ne trouve plus le Pigeon rose qu'à l'île Maurice, ayant disparu de l'île voisine de La Réunion. Il vit notamment sur l'île aux Aigrettes, dépendance mauricienne à peu de distance des côtes de l'île principale. Sur celle-ci, on trouve des populations intéressantes dans le sud-est.
Le Pigeon rose aime les forêts d'altitude à feuilles persistantes. La destruction de ces forêts est la raison majeure du déclin de la population totale : 23 oiseaux en 1976, 15 en 1979, jusqu'à seulement 10 en 1981.
Depuis, le Pigeon rose a pu être sauvé par les efforts menés par Gerald Durrell et le Durrell Wildlife Conservation Trust, mobilisés dès les années 1960. La réintroduction d'animaux nés en captivité a permis de faire progresser la population à 150 oiseaux dès 1987 puis 350 en 2001. Celle-ci est surtout composée de mâles, ces derniers jouissant d'une espérance de vie supérieure à celle des femelles de cinq ans, une moyenne haute étant de 17 à 18 ans.
En tout cas, l'UICN a récemment[Quand ?] rétrogradé le Pigeon rose du statut d'espèce en danger critique d'extinction à celui d'espèce en danger.

## Comportement
Les pigeons roses volent et se nourrissent en petits groupes.

### Alimentation

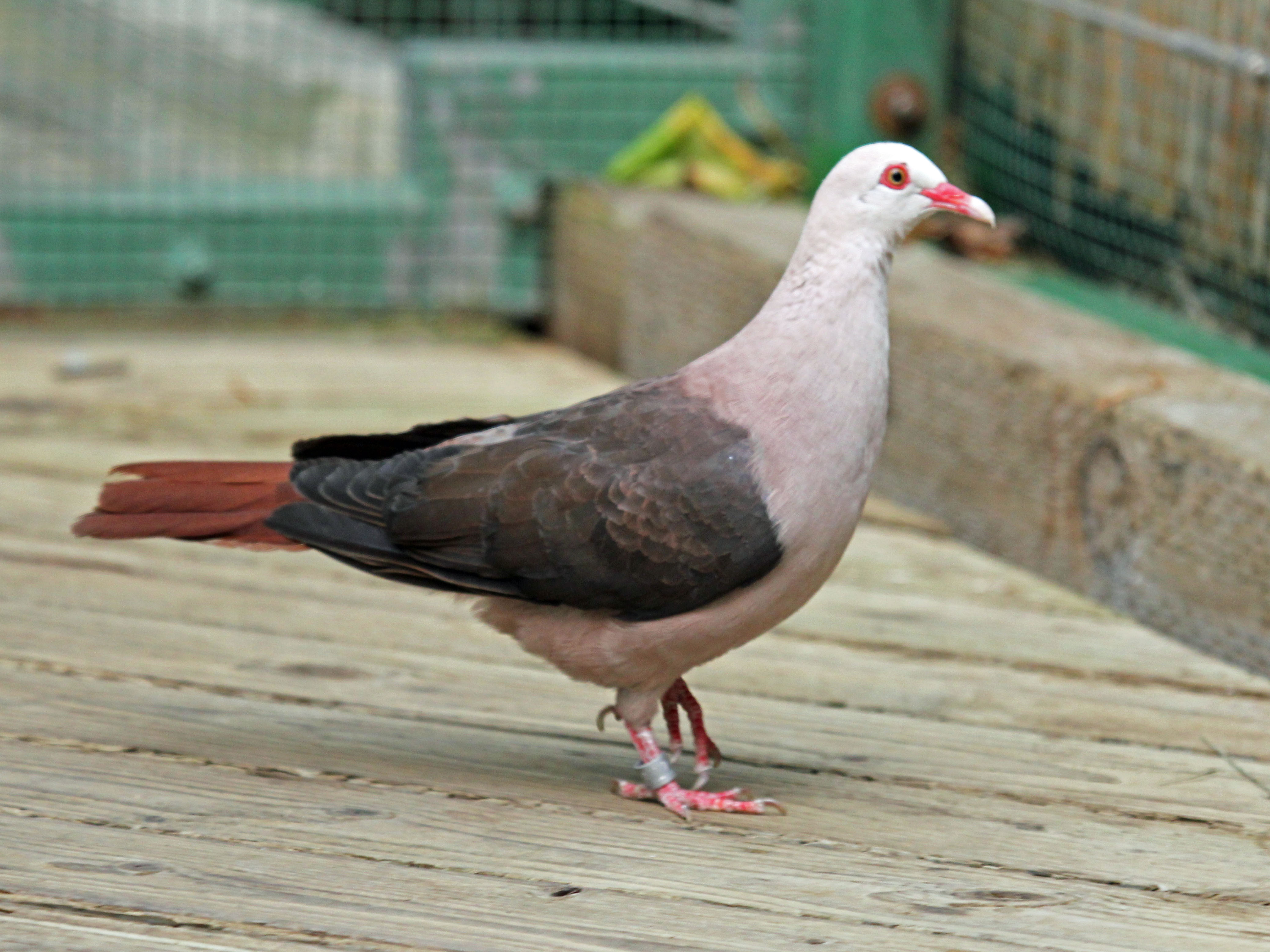
Nesoenas mayeri

Le Pigeon rose se nourrit de la flore indigène dont il consomme les bourgeons, les fleurs, les feuilles, les fruits et les graines. Des espèces végétales importées comme le goyavier de Chine constitue malheureusement une menace pour cette flore.
Aussi, les pigeons roses viennent compléter leur régime alimentaire en se nourrissant dans les sites entretenus à cet effet par les agents chargés de leur conservation.

### Reproduction
La période de reproduction commence en août-septembre et se finit en mars. Le mâle tente de séduire la femelle par le biais d'une approche qui s'achève par une révérence le dos courbé.

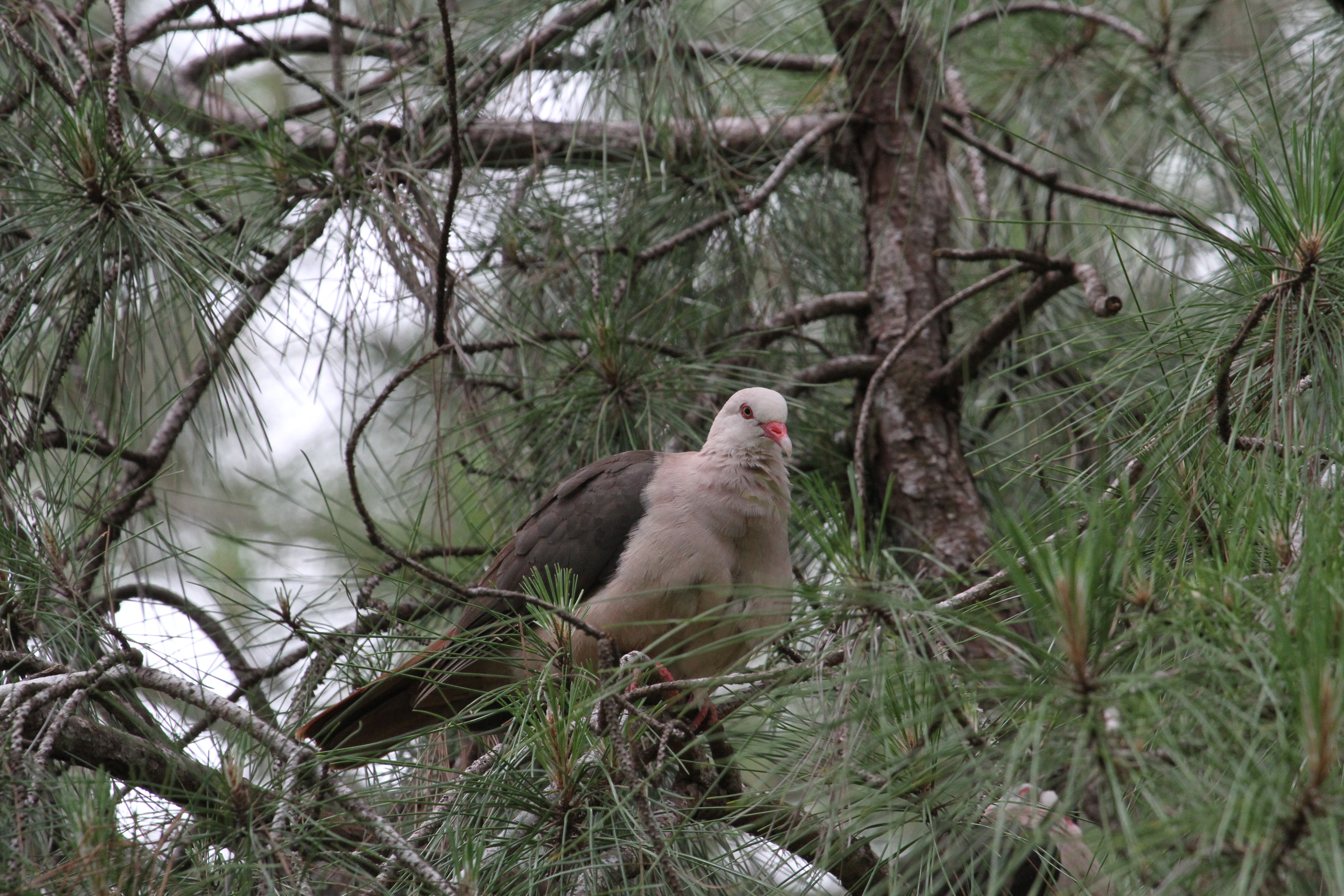
Pigeon rose de l'île Maurice

L'oiseau est monogame et les couples construisent ensemble un nid peu solide qu'ils défendent même s'ils n'ont pas et n'ont jamais eu de prédateurs naturels autres que l'homme.
La femelle pond généralement deux œufs blancs dont l'incubation dure deux semaines. Le mâle s'en charge en pleine journée et la femelle la nuit et au petit jour. Celle-ci reste féconde jusqu'à l'âge de 10 ou 11 ans, le mâle jusqu'à 17 ou 18 ans.
La première semaine, les jeunes ont les yeux clos et ne sont nourris que par le lait de pigeon. Les trois jours suivants, leur consommation devient peu à peu complètement solide. Ils portent leurs plumes dès leur deuxième semaine mais sont encore nourris par leurs parents jusqu'à la quatrième. Le nid est quitté autour de la sixième ou septième semaine.

## Phylogénie
Initialement classé parmi les pigeons les plus communs, le Pigeon rose a été reclassé dans son genre actuel par Tommaso Salvadori. Des analyses ADN récentes laissent penser que son plus proche voisin sur l'arbre phylogénétique est Streptopelia picturata, que l'on trouve à Madagascar. Conséquemment, ce dernier oiseau a été déplacé vers le genre Streptopelia.
Le congrès ornithologique international le place dans le genre Nesoenas.

## Philatélie
La Poste mauricienne a déjà produit quelques timbres représentant cet oiseau.